# エリス (生理用品)
エリス（elis）は、エリエールブランドの大王製紙株式会社が販売している生理用品（生理用ナプキン）のブランドである。

## 概要・沿革
1982年（昭和57年）7月に販売開始。当初は「シルキッシュ」の商品名で発売され、CMに松本伊代を起用し、1985年（昭和60年）に「エリス」へ変更。当時、生理用品市場はユニ・チャームや花王などの先発メーカーがほぼ独占していたものの、「10代専用」「Teens」などの少女向けに特化した製品の発売や、CMに玉置浩二（CM曲に安全地帯の「碧い瞳のエリス」・「Friend」を起用）や草彅剛、優香などを起用し話題となり徐々に認知度を上げていった。
「ワンダーワッフル」や「デリケートワッフル」「新・素肌感（2003年3月発売）」など、早くから肌触りのよさなどを追求した商品展開は、今日のナプキンに要求されている高機能製品の先駆けとなり、シェアを伸ばしていった。
2004年（平成16年）2月には、「新・素肌感」を除くラインナップを刷新して「さらさらシルク」に集約し、「ウルトラガード」は「さらさらシルク」のサブブランドに組み込まれた。2005年（平成17年）10月には生理用ナプキンで初めてスピード吸収ファイバーを配合した3D立体吸収体を採用した過多月経用ナプキン「CLINICS（クリニクス）」を発売した。
2007年（平成19年）9月には「さらさらシルク」のサブブランドに組み込まれていた「ウルトラガード」がリニューアルに伴って再び独立ブランドへ移行。2008年（平成20年）3月には、歩行時や足を組んだ時の違和感を感じる部分を無くして女性らしさを演出する「デザインフリルカット」を施した「Megami（メガミ）」を発売。なお、これまではパッケージの正面に「エリエール」の表記があったが、「Megami」からパッケージ側面に「エリエール」を表記するようになり、他の製品もリニューアルのタイミングで順次「エリエール」の表記場所をパッケージ側面に移動した。
2009年（平成21年）9月に「ウルトラガード」のリニューアルと「新・素肌感 コットン仕立て」の発売を機にブランドロゴを変更。2010年（平成22年）3月には過多月経用ナプキン「CLINICS」を「ウルトラガード」のシリーズ品に組み込み、「ウルトラガード CLINICS」としてリニューアル。2011年（平成23年）9月には他の「ウルトラガード」シリーズを「ウルトラガード 朝まで超安心」シリーズとして全面リニューアル。2013年（平成25年）9月には吸収力に特化した昼用・超スリムタイプ「ウルトラガード 極吸（ごくすい）」を発売した。
2015年（平成27年）2月に「前を向く、女性のそばに。」をコンセプトにブランドリニューアルを行い、ブランドロゴも「elis」の"l"を前を向いて歩きだそうとしている凛とした女性のシルエットで表現するとともに、英字ロゴの下にカタカナ表記の「エリス」も一緒に表記し、ロゴ色をピンクに変更した（「クリニクス」のロゴ色は従来通り白を継承）。また、「ウルトラガード」シリーズがブランドリニューアルに伴って廃止され、シリーズ内のサブブランドとして発売されていた「朝まで超安心」・「極吸」・「クリニクス」がそれぞれ独立したシリーズへ移行。「クリニクス」は約5年ぶりに発売当初の製品名に戻ることになった。その後、「クリニクス」は2016年（平成28年）9月のリニューアルに伴って「朝まで超安心」のシリーズに統合し、「elis」のブランドロゴを他の製品と同じピンクに変更した。
2018年（平成30年）11月には、スリムタイプの新シリーズ「コンパクトガード」が発売された。
2020年（令和2年）4月に、「コンパクトガード」と全面リニューアルに伴って「Megami 素肌のきもち」から改名した「素肌のきもち」では、これまでパッケージの側面に表記されていた「エリエール」のブランドロゴ（エアーエンブレム・英字ロゴ付）が約12年ぶりにパッケージ正面左下に表記された。
2022年（令和4年）4月に、新ブランドメッセージを「だれかではなく、あなたのそばに。」に変更すると共にブランドリニューアルが行われた。
また、過去にはショーツの下に穿くアンダーショーツタイプのサニタリーショーツ（生理用ショーツ）や軽失禁用ライナー「エリスα」も発売されていた。

## ラインナップ
（2023年（令和5年）11月現在）
- コンパクトガード - 超スリムタイプ。2022年4月のブランドリニューアルでは更なる薄型化によって入数を据え置いたままでコンパクト化され、個包装デザインが刷新された。
  - 軽い日用 羽なし（17cm）
  - 多い昼〜ふつうの日用 羽なし（20.5cm） - 2020年4月発売
  - 多い昼〜ふつうの日用 羽つき（20.5cm）
  - 多い昼用 羽つき（23cm）
  - 特に多い昼用 羽つき（25cm）
  - 多い夜用 羽つき（29cm）
  - 特に多い夜用 360 羽つき（36cm） - 2020年4月発売
- 新・素肌感 - ベーシックタイプ。全ての製品に2個パック包装も設定。2017年8月に「ふんわりフィットライン」とヨレ防止のハート型（ふつう〜多い日の昼用には2ヶ所、多い日の夜用には1ヶ所）を追加し、リニューアルした。
  - ふつう〜多い日の昼用 羽なし（20.5cm）
  - ふつう〜多い日の昼用 羽つき（20.5cm）
  - 多い日の夜用 羽なし（29cm）
  - 多い日の夜用 羽つき（29cm）
- 素肌のきもち - やさしい肌ざわりタイプ。2020年4月の全面リニューアル時に「Megami 素肌のきもち」から商品名を変更。2022年4月のブランドリニューアルでは日本国内で販売されている生理用ナプキンとして初めて表面シートに保湿成分（グリセリン）が配合され、ギャザーの改良も行われた。
  - 多い昼〜ふつうの日用 羽つき（21cm）
  - 多い昼用 羽なし（23cm）
  - 多い昼用 羽つき（23cm）
  - 特に多い昼用 羽つき（27cm）
  - 特に多い夜用 325 羽つき（32.5cm）
  - 特に多い夜用 360 羽つき（36cm）
  - 超スリム 軽い日用 羽なし（17cm）
  - 超スリム ふつうの日用 羽なし（20.5cm）
  - 超スリム 多い昼～ふつうの日用 羽つき（21cm）
  - 超スリム 多い昼用 羽つき（23cm）
  - 超スリム 特に多い昼用 羽つき（27cm）
  - 超スリム 特に多い夜用 325 羽つき（32.5cm）
  - 超スリム 特に多い夜用 360 羽つき（36cm）
- 朝まで超安心 - 夜用安心しっかり吸収タイプ。ブランドリニューアルに合わせてパッケージリニューアルし、「ウルトラガード 朝まで超安心」から商品名を変更。2016年9月のリニューアル時に吸水体の周辺部分がエンボス化（「360 特に多い日の夜用 羽なし」を除く）され、表面素材を「瞬間吸収やわらかシート」に変更。2022年9月のリニューアルでは吸収体にスリットが入り、前後にはエンボス加工（前には「三日月ブロッカー」と呼ばれる三日月の形状を、後には「後ろモレストッパー」と呼ばれる丸型形状）が施され、表面シートが改良された。また、「ほどよく多めパック」（2023年11月現在は「お徳用パック」に改名）が追加設定され、360 羽なしは「ほどよく多めパック」のみの設定となった。
  - 330 特に多い日の夜用 羽つき（33cm）
  - 360 特に多い日の夜用 羽なし（36cm）
  - 360 特に多い日の夜用 羽つき（36cm）
  - 400 特に心配な夜用 羽つき（40cm）
  - クリニクス 量が心配な人用（40cm） - 過多月経用。発売当初は「クリニクス」だったが、「ウルトラガード クリニクス」→「クリニクス」を経て2016年9月のパッケージリニューアルで再度商品名を変更。リニューアルに伴って、従来の10枚入りに加え、小パックの6枚入りを追加発売。2021年3月にシート素材をメッシュシートからソフトタッチシートへ変更しリニューアルした。
- エリス ショーツ - 2023年9月発売。「エリス」で初となる生理用ショーツ型ナプキン。吸収量はスタンダードタイプの「新・素肌感 多い日の夜用 羽つき」の3枚分で昼夜兼用。カラーはブラック、個包装をダークグレーとしている。

## 歴代CMキャラクター

### 現在
- 中条あやみ

### 過去
- 玉置浩二
- 草彅剛
- 優香
- 道端ジェシカ　※後にユニ・チャームの生理用品「センターイン」のCMに出演していた。
- 有村実樹
- 多部未華子
- 溝口恵
- 入夏
- 溝端淳平
- 岸本セシル
- 松本穂香
- 有村架純